# Migrate
«Migrate» es la primera pista del álbum E=MC² (2008) de la cantante Mariah Carey.
Fue escrita por Carey, Nate Hills y el rapero T-Pain que también aparece en la grabación.
La canción logró aparecer en el número 92 en el Billboard Hot 100 cuando ni siquiera ha sido lanzada oficialmente cómo sencillo, esto se debe a las masivas descargar digitales legales han elevado la popularidad de la canción.
Carey dijo en una entrevista en Mtv que básicamente la canción se trata de la migración de un lugar a otro, ya sea de la barra al club; del club al apartamento; de la ciudad a la playa; de la playa a sepa donde.

## Posicionamiento
| Listas (2008)                         | Posición Alcanzada |
| ------------------------------------- | ------------------ |
| EE.UU Billboard Hot 100               | 92                 |
| EE.UU Billboard Pop 100               | 69                 |
| EE.UU Billboard Hot R&B/Hip-Hop Songs | 95                 |
| Portugal Single Charts                | 46                 |